# Athlītikī Enōsī Pafou
L'Athlītikī Enōsī Pafou (in greco Αθλητική Ένωση Πάφου, cioè Unione Atletica di Pafo), nota anche come AEP Paphos, è stata una società calcistica di Pafo, a Cipro.

## Storia
È stata fondata nel 2000 dalla fusione di due precedenti società della città: APOP ed Evagoras.
Disputò la sua prima stagione in massima serie nel 2000-2001 andando a rimpiazzare il posto lasciato libero dall'APOP. Vanta come migliori piazzamenti due settimi posti consecutivi nelle stagioni 2002-2003 e 2003-2004. Ha vinto due campionati di seconda divisione: nel 2006 e nel 2008. Nel complesso ha continuato a navigare tra prima e seconda divisione come le squadre che l'avevano preceduto.
Nella coppa nazionale ha raggiunto i migliori risultati nel 2005-2006, quando approdò alle semifinali.
Nel 2014 la squadra si è fusa insieme all'AEK Kouklion andando a formare il Pafos FC.

## Palmarès
- Divisione B cipriota: 2

2006, 2008